# Музей азиатского искусства (Сан-Франциско)
Музей Азиатского Искусства Сан-Франциско — Центр азиатского искусства и культуры Чонг-Мун Ли — специализирующийся на азиатском искусстве музей, расположенный в городе Сан-Франциско, Калифорния. Он был основан олимпийским спортсменом Эйвери Брендеджом в 1960-х годах и насчитывает более 18000 произведений искусства в своей постоянной коллекции, возраст некоторых из его экспонатов достигает 6000 лет. Логотипом музея является перевернутая буква A, которая также выглядит как буква V с перечеркнутой линией.

## История
Музей был создан благодаря пожертвованию крупного Чикагского коллекционера азиатского искусства — миллионера Эйвери Брендеджа, городу Сан-Франциско. Созданное в 1958 году Общество Азиатского Искусства, формировалось специально для передачи коллекции Эйвери Брендеджа. Музей открылся в 1966 году, в крыле здания музея де Янга в парке Золотые ворота. Брендедж продолжал делать пожертвования музею, в том числе в 1975 году завещал посмертно всю свою оставшуюся личную коллекцию азиатского искусства. В общей сложности, Брендедж отдал в дар Сан-Франциско более 7700 произведений азиатского искусства.
Несмотря на заявленную Брендеджем цель создания «моста взаимопонимания» между Соединёнными Штатами Америки и Азией, более глубокое изучение его поступков показало, что он придерживался расистских, сексистских и антисемитских взглядов, что целиком противоречило миссии и ценностям музеям. В 2020 году музей демонтировал статую Брендеджа из вестибюля и запустил тщательную перепроверку его противоречивого наследия.
1 Декабря 2020 года музей был награжден премией Министра иностранных дел Японии за вклад в развитие культурного обмена посредством искусства между Японией и США.
На настоящий момент должность директора музея занимает Джей Сюй.

### Переезд
До 2003 года музей разделял пространство с музеем де Янга в парке Золотые ворота. В связи с увеличением музейной коллекции помещения в парке Золотые Ворота уже не позволяли выставлять или хранить экспонаты. В 1987 году мэр Дайэнн Файнстайн предложила план обновления Муниципального Центра, который включал переезд музея в здание Главной Библиотеки. В 1995 году предприниматель из Кремниевой долины Чонг Мун Ли сделал пожертвование в размере 15 миллионов долларов для запуска кампании по финансированию нового здания для музея.
В последний год своего нахождения в парке музей был закрыт в связи с переездом в новое здание. Он открыл свои двери снова 20 марта 2003 года, в здании, бывшей городской библиотеки Сан-Франциско, находящемся в районе Сивик Сентер, которое было специально обновлено для этой цели командой под руководством итальянского архитектора Гаэ Ауленти. Компания Lord Cultural Resources занималась проведением запланированных трехэтапных исследований, связанных с переездом музея.
Здание старой Главной Библиотеки, построенное в стиле бозар было спроектировано Джорджем В. Келхэмом в 1917 году. Новый проект стоимостью 160.5 миллионов долларов, спроектированный Гаэ Аулентипредусматривал создание большой площади внутри строения, которая освещаемая солнечными лучами, создает драматическое центральное ядро музея. Демонтировав часть внутренних стен, Ауленти создал ощущение открытости музея, способствующее улучшению передвижению посетителей по выставке, а также лучшему обзору произведений искусств. Новое здание площадью примерно 17200 квадратных метров увеличило выставочное пространство музея приблизительно на 75 процентов, по сравнению с бывшим помещением в парке Золотые Ворота. Реконструкция также привела к сейсмической модернизации здания, предусматривающей изоляцию основания. Над фундаментной системой ниже существующей плиты здания на уровне земли были размещены опоры, при этом над опорами был построен новый подвал. Кроме того, надстройка была усилена за счет добавления бетонных стен жесткости, что позволило создать жесткую боковую нагрузку для всех секций здания.
В октябре 2011 года музей запустил программу обновления. Спроектированный брэндинговым агентством Wolff Olins логотип, представляет собой перевернутую букву А, олицетворяющую идею восприятия азиатского искусства с новой точки зрения.

### Расширение
В марте 2016 года музей анонсировал строительство нового павильона — пристройки к основному зданию. Новый павильон будет располагаться над существующим крылом здания со стороны улицы Гайд, и его постройка добавит порядка 836 кв. метров нового пространства на первом этаже музея. Предполагалось, что новое пространство будет открыто в сентябре 2019 года. В январе 2019 года Абби Чен была назначена руководителем отдела современного искусства.

## Коллекция
Коллекция насчитывает примерно 18000 произведений искусства и артефактов, представляющих все крупные азиатские страны и традиции, возраст некоторых работ достигает 6000 лет. Галереи посвящены искусству Южной Азии, Ирана и Центральной Азии, Гималаев, Китая, Кореи и Японии. Больше, чем 2000 работ выставлено в музейных галереях.
Музей стал местом проведения специальных и передвижных выставок, включая: первую с момента окончания Второй мировой войны крупную китайскую выставку, проходившую за пределами Китая в 1975 году, археологическую выставку, которая в течение 8-ми недельного периода привлекла порядка 800 000 посетителей, а также выставку, посвященную мудрости и состраданию, открытую в 1991 году Далай-ламой.

## Галереи

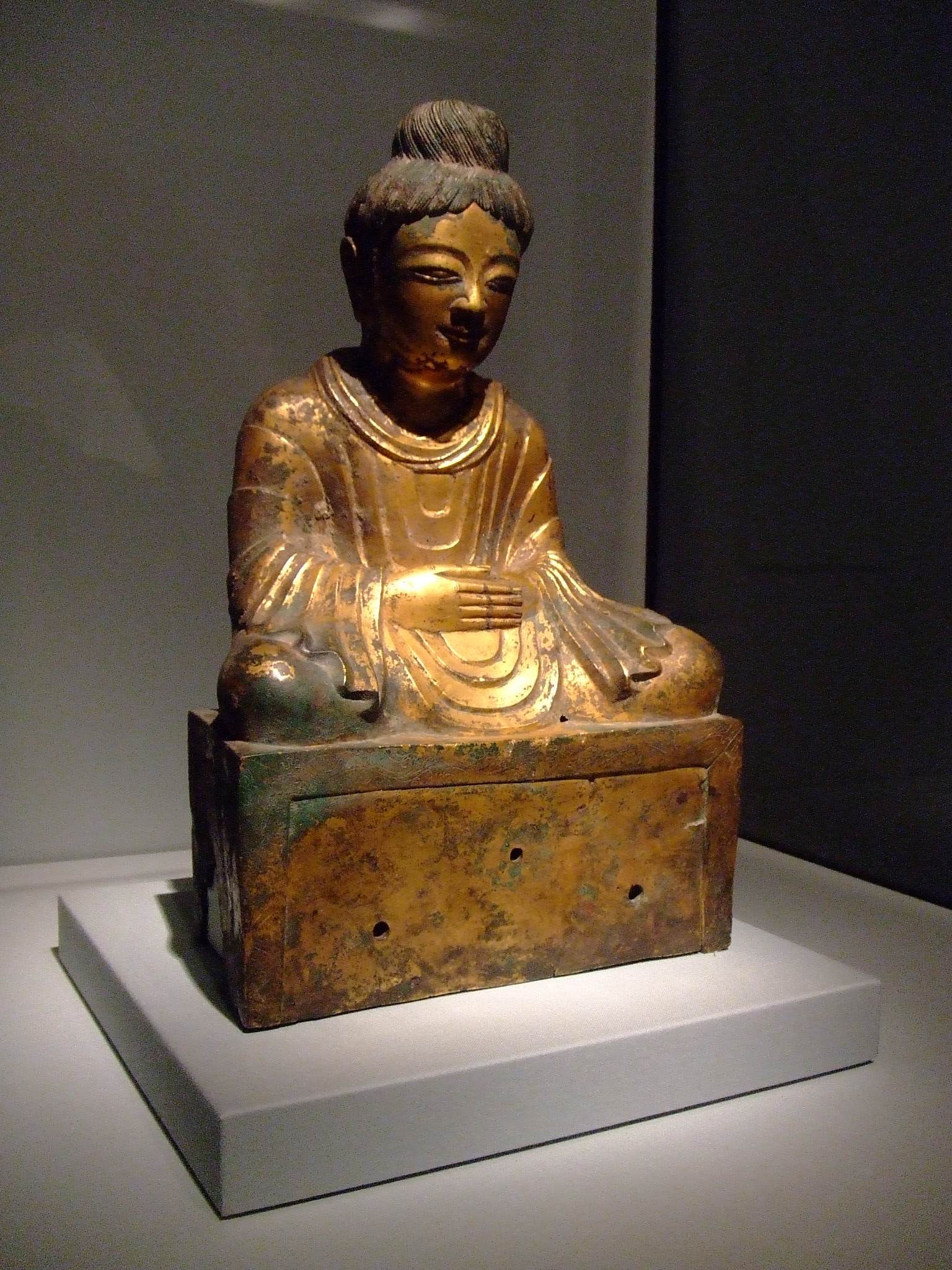
Статуя Будды датируемая 338 годом, самая ранняя известная скульптура Будды созданная в Китае
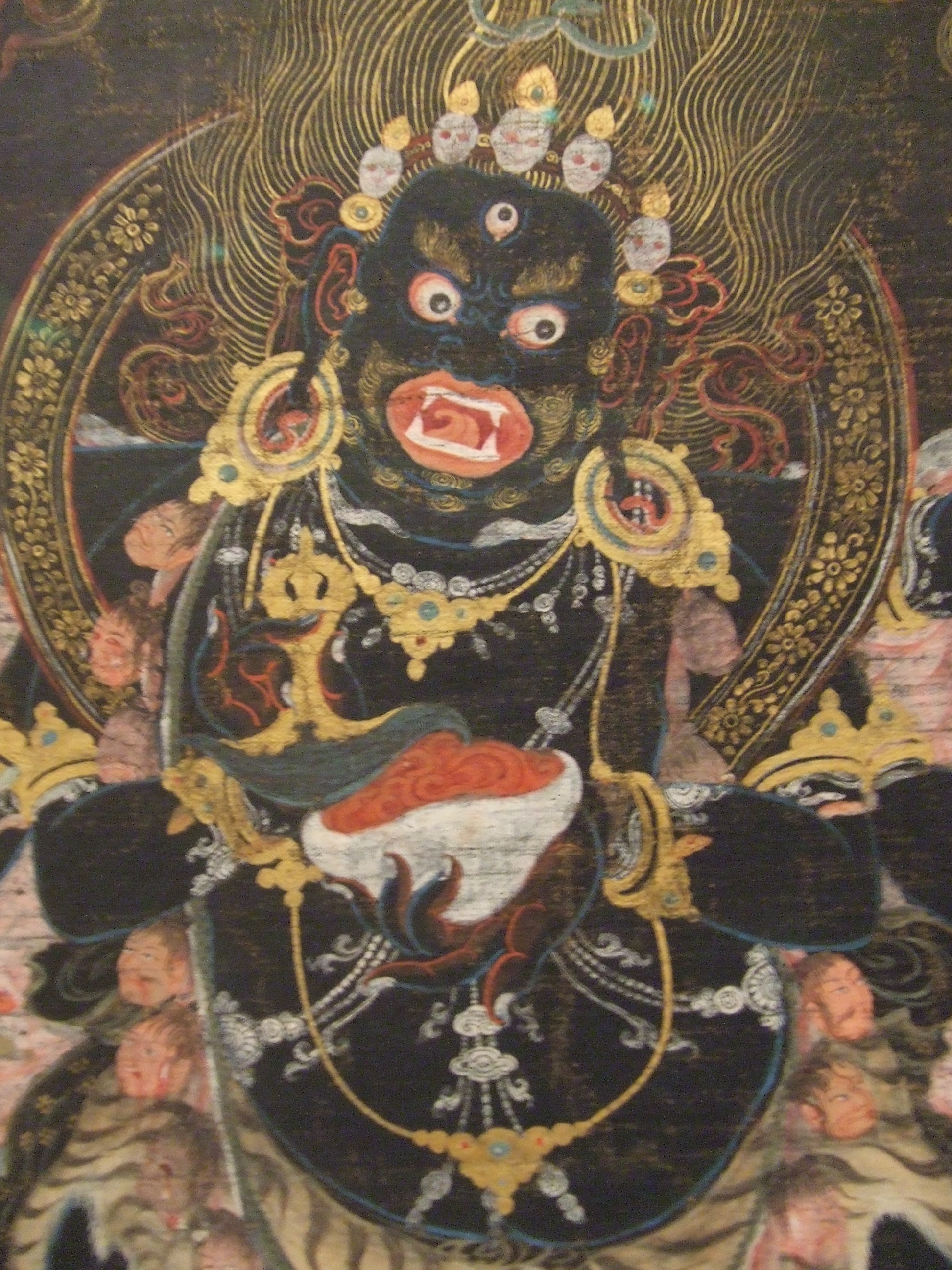
Тибетская живопись буддийского божества Махакала
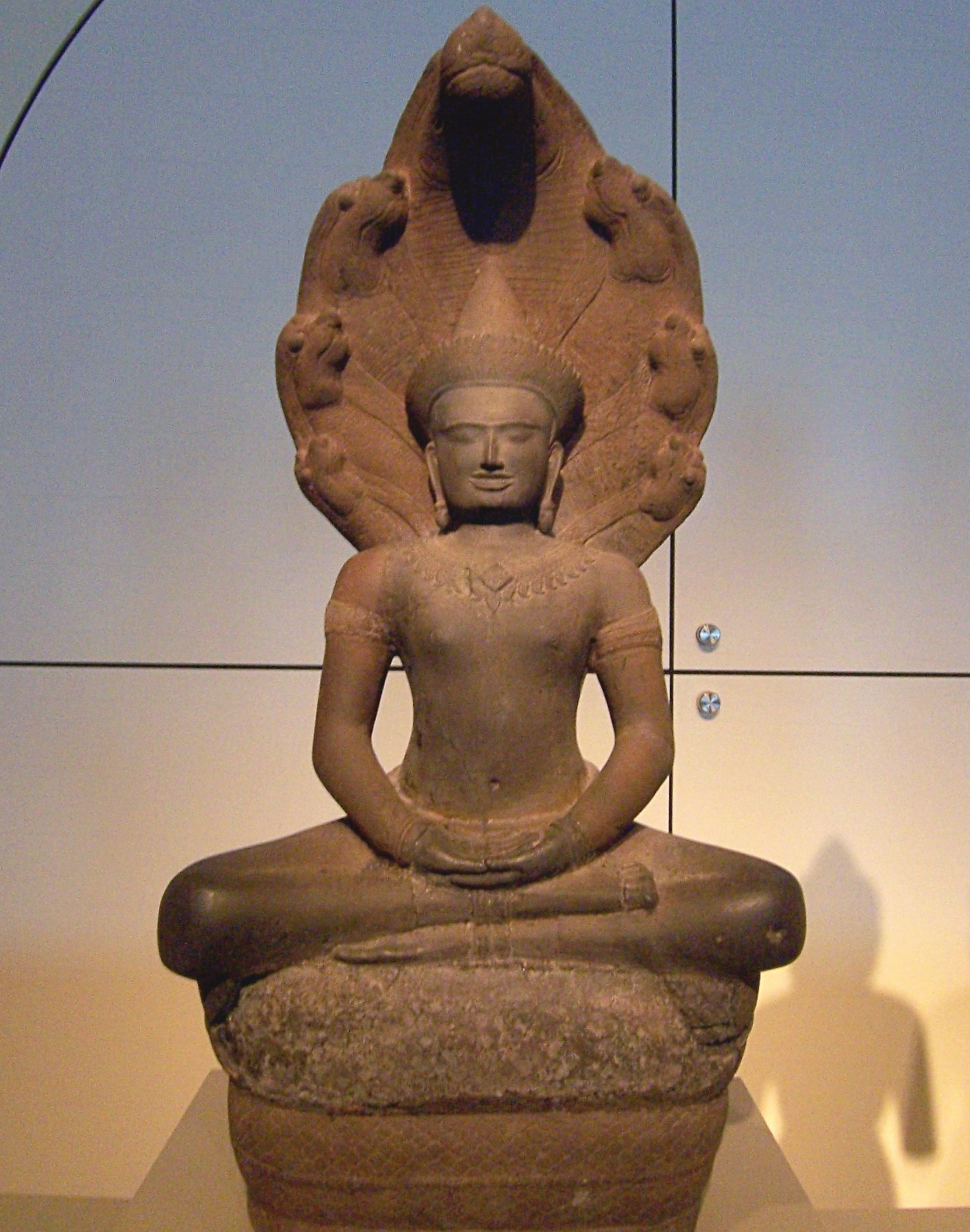
Камбоджийская скульптура Будды XII века
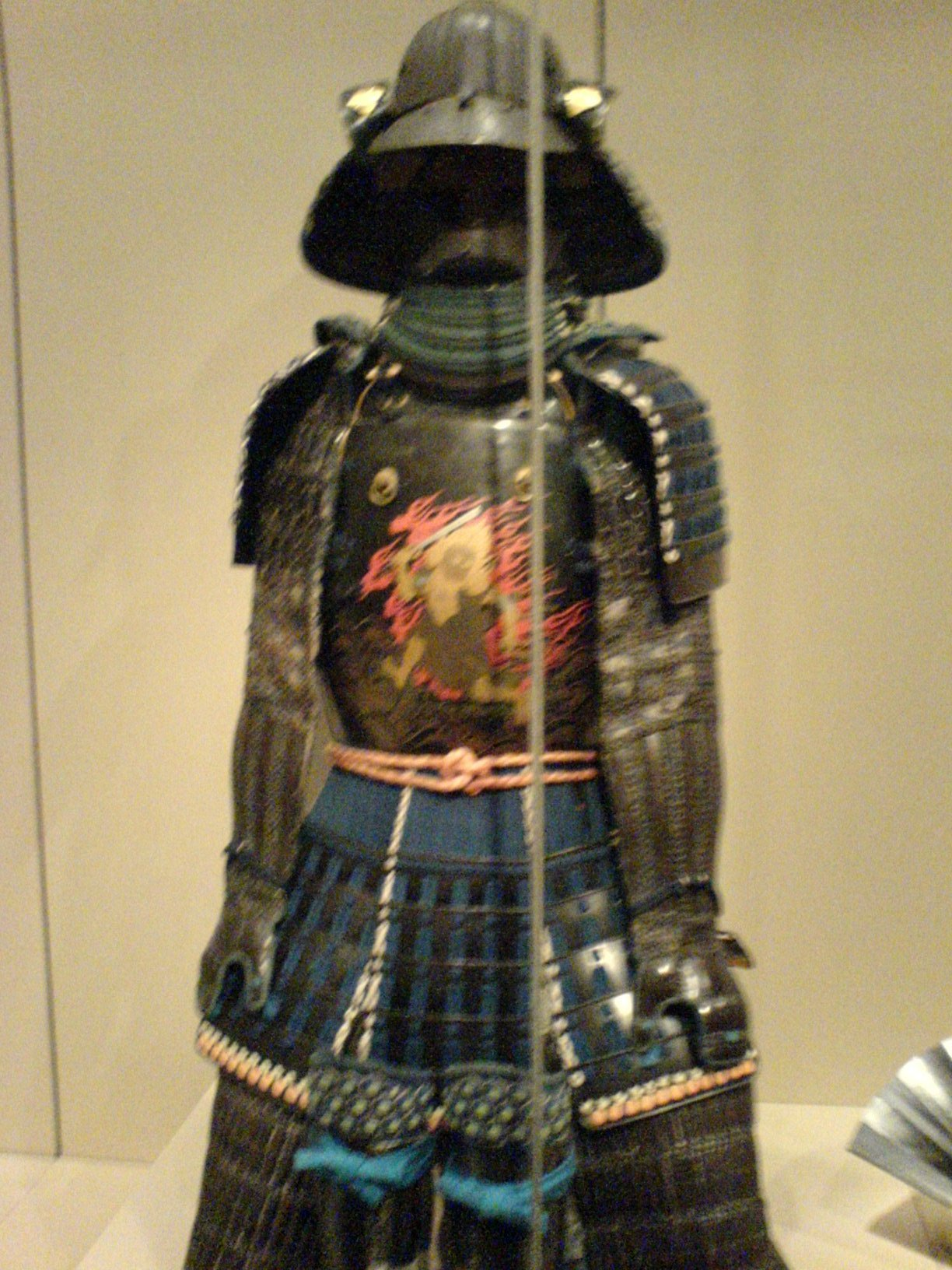
Доспехи самурая

## Чайный домик
Японский чайный домик выставлен на втором выставочном этаже музея. Этот чайный домик был построен в городе Киото, разобран, доставлен в Сан-Франциско и построен снова в музее японскими плотниками. Название чайного домика может быть видно на деревянной табличке «In the Mist», расположенной около чайного домика на втором этаже музея. Каллиграфия на этой деревянной табличке основана на каллиграфии Собин Ямада и выполнена Йошико Какудо — первым куратором отдела японского искусства. Чайный домик был спроектирован архитектором Осаму Сато, как функционирующий чайный домик, так и выставочный экспонат.